# Вишневецьке
Вишневецьке (до 2016 року — Фрунзе) — селище в Україні, у Роздорській селищній територіальній громаді Синельниківського району Дніпропетровської області. Населення — 232 особи (2001). 

## Історія
До 2016 року орган місцевого самоврядування — Старовишневецька сільська рада.
12 червня 2020 року, відповідно до розпорядження Кабінету Міністрів України № 709-р від «Про визначення адміністративних центрів та затвердження територій територіальних громад Дніпропетровської області», увійшло до складу Роздорської селищної територіальної громади.
19 липня 2020 року, в результаті адміністративно-територіальної реформи та ліквідації   Синельниківського (1923—2020) району, селище увійшло до складу новоутвореного Синельниківського району.

## Географія
Селище Вишневецьке розташоване на лівому березі річки Нижня Терса, вище за течією на відстані 0,5 км розташоване село Катражка, нижче за течією на відстані 2,5 км розташоване село Старовишневецьке. Селищем тече Балка Парна. Поруч пролягає залізнична лінія Синельникове I — Чаплине, на якій знаходиться станція Вишнівецьке.